# Karan Brar
Karan Brar (Redmond, 18 de janeiro de 1999) é um ator norte-americano. Ele é um ator conhecido por conta de seus papéis na franquia de filmes, como Chirag Gupta em Diary of a Wimpy Kid, e Ravi Ross em Jessie, série do Disney Channel, que também interpreta no spin-off Bunk'd.

## Biografia
Karan Brar nasceu em 18 de Janeiro de 1999, em Redmond, Washington, para os pais e Jasbinder Harinder Brar, que são de ascendência indiana. Ele foi criado em Bothell, Washington, e tem um irmão mais velho, uma irmã chamada Sabreena. Brar participou Cedar Wood Elementary School e estudou interpretação na John Robert Powers e Patti Kalles workshops.

### Carreira
Karan Brar começou sua carreira aos 11 anos de idade, estrelando como estudante indiano do ensino fundamental II, Chirag Gupta no longa-metragem de comédia Diary of a Wimpy Kid. Nascido e criado nos Estados Unidos, Brar fala naturalmente com um sotaque americano e trabalhou com um treinador dialeto para aperfeiçoar seu sotaque indiano para o papel. Em abril de 2010, ele apareceu nos Sementes de Compaixão campanha publi anunciando a visita do Dalai Lama para Seattle, bem como aparecendo em comerciais para Shell Gasolina e Comitê para Crianças.
Em março de 2011, Brar reprisou seu papel como Chirag Gupta na sequela filme Diary of a Wimpy Kid: Rodrick Rules. Em outubro de 2011, foi confirmado que ele também seria reprisando seu papel como Chirag para o terceiro filme da franquia Wimpy Kid, Diary of a Wimpy Kid: Dog Days, lançado em 3 de agosto de 2012. Em setembro de 2011, conseguiu o Brar papel de 10 anos de idade adotado indiano Ravi Ross na série de comédia do Disney Channel Jessie. Durante a pré-produção do show, o papel de Ravi foi originalmente destinado a ser um rapaz latino-americano chamado Javier da América do Sul, mas diretores de elenco ficaram impressionados com Brar durante o processo de audição e, finalmente, decidiu recriar o papel para ele.
Vida pessoal 
Brar vive na área de Los Angeles com seus pais e irmã mais velha. Ele é fluente em Inglês, Punjabi e hindi. Quando ele não está ocupado trabalhando, Brar costuma praticar patinação artística, patinação, natação, dança hip-hop e jogar jogos de vídeo. Ele também estrelou em um dos vídeos do Youtuber Lilly Singh. O ator se declarou como bissexual em depoimento à publicação Teen Vogue e refletiu sobre como esse conflito entre a vida pública e pessoal impactou sua saúde mental e aceitação de sua identidade.

## Filmografia
| Ano       | Título                            | Papel                 | Notas                                                      |
| --------- | --------------------------------- | --------------------- | ---------------------------------------------------------- |
| 2011-2015 | Jessie                            | Ravi Ross             | Elenco principal                                           |
| 2012      | Sofia the First                   | Príncipe Zandar (voz) |                                                            |
| 2012      | Pair of Kings                     | Tito                  | Antagonista secundário                                     |
| 2012      | Austin & Ally                     | Ravi Ross             | (Temporada 2, Episódio 1); Crossover de 1 hora com Jessie  |
| 2013      | Good Luck, Charlie!               | Ravi Ross             | (Temporada 4, Episódio 17); Crossover de 1 hora com Jessie |
| 2014      | Lab Rats                          | Simon                 | (Temporada 3, Episódio 16)                                 |
| 2014      | Ultimate Spider-Man: Web Warriors | Ravi Ross             | (Temporada 3, Episódio 21); Crossover com Jessie           |
| 2015-2018 | Bunk'd                            | Ravi Ross             | Protagonista; Spin-off de Jessie                           |

| Ano  | Título                              | Papel           | Notas                                            |
| ---- | ----------------------------------- | --------------- | ------------------------------------------------ |
| 2010 | Diary of a Wimpy Kid                | Chirag Gupta    | Elenco secundário                                |
| 2011 | Diary of a Wimpy Kid: Rodrick Rules | Chirag Gupta    | Elenco secundário                                |
| 2012 | Diary of a Wimpy Kid: Dog Days      | Chirag Gupta    | Elenco secundário                                |
| 2012 | Chilly Christmas                    | Caps            |                                                  |
| 2014 | Mr. Peabody and Sherman             | Mason (voz)     |                                                  |
| 2015 | Invisible Sister                    | George          | Elenco principal; Filme Disney Channel para a TV |
| 2018 | Pacific Rim: Uprising               | Suresh          |                                                  |
| 2020 | Stargirl                            | Kevin           |                                                  |
| 2020 | The F**k-It List                    | Nico Gomes      |                                                  |
| 2020 | The Argument                        | Ator Brett      |                                                  |
| 2020 | Hubie Halloween                     | Deli Mike Mundi |                                                  |

 
|}